# Čukurovac
Čukurovac (cyr. Чукуровац) – wieś w Serbii, w okręgu niszawskim, w gminie Aleksinac. W 2011 roku liczyła 85 mieszkańców.